# Estación de Santurtzi (Metro de Bilbao)

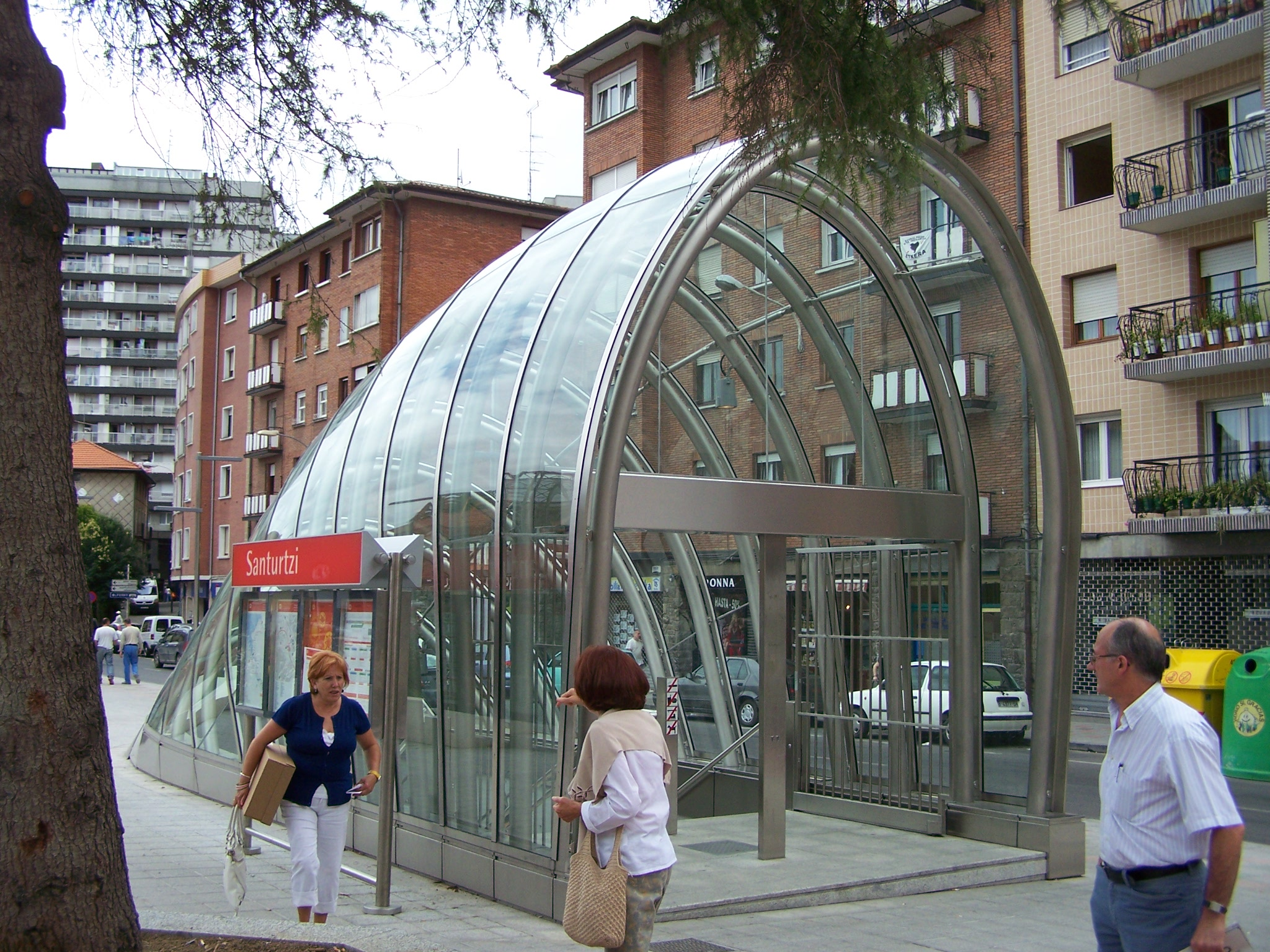
Salida Las Viñas

Santurtzi es una estación subterránea del Metro de Bilbao, situada en el municipio homónimo, y que entró en funcionamiento junto con la de Peñota el 4 de julio de 2009. La estación corresponde a la Línea 2 de Metro, y su tarifa corresponde a la zona 2.
La estación de Santurtzi cuenta con dos accesos y un ascensor, además de otro acceso y ascensor más en el barrio de Mamariga con la lanzadera a Mamariga. Este acceso es único en el Metro de Bilbao, y consiste de dos unidades people-mover, lanzaderas con capacidad para 40 personas que unen el barrio con la estación de Santurtzi. Estas lanzaderas, tipo funicular, salvan un desnivel de hasta un 20 % en una distancia de 400 metros, uniendo en dos minutos la estación central y la estación de Mamariga.
Hasta la entrada en servicio de la estación de Kabiezes, el 28 de junio de 2014, hubo un autobús lanzadera que unía el barrio de Cabieces con la estación de metro de Santurtzi.
Desde el 27 de marzo de 2015, la estación dispone de un servicio de wifi gratuito, ofrecido por la empresa WifiNova.

## Accesos
- Calle Vapor Habana (salida Casa Torre Jauregia)
- Calle Las Viñas (salida Las Viñas)
- Plaza Virgen del Mar (salida Mamariga)
- Parque Gernika (salida Casa Torre Jauregia)
- Plaza Virgen del Mar (salida Mamariga)

### Accesos nocturnos
- Calle Vapor Habana (salida Casa Torre Jauregia)
- Plaza Virgen del Mar (salida Mamariga)
- Parque Gernika (salida Casa Torre Jauregia)
- Plaza Virgen del Mar (salida Mamariga)

## Conexiones
- Metro de Bilbao
- Bizkaibus (líneas A2315, A3115, A3129, A3135, A3136, A3332, A3333, A3334, A3335)